# オットー・リース

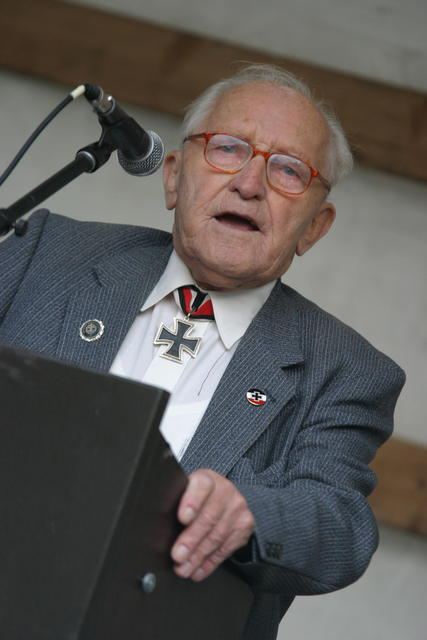
騎士鉄十字章を佩用しネオナチの集会で講演するオットー・リース（2006年）

オットー・リース（Otto Riehs 1921年8月12日 - 2008年5月29日）は、ドイツの軍人、極右活動家。第二次世界大戦中、陸軍の軍人として騎士鉄十字章を受章している。戦後は右派政治結社と関係を持ち、しばしばネオナチのイベントで講演を行った。

## 第二次世界大戦
1921年8月12日、オットー・リースはチェコスロバキア共和国ボヘミア地方カルロヴィ・ヴァリ州マリーエンバートにて生を受ける。父は仕立て屋で、リースも父の弟子として仕立て屋の修行を積んだ。1938年、ナチス・ドイツによるチェコスロバキア解体が始まり、ボヘミア地方はベーメン・メーレン保護領に組み込まれた。1940年10月、国家労働奉仕団での訓練を終えたリースはドイツ陸軍に装甲擲弾兵として入隊、ベルギーの守備任務を負う第17師団第55歩兵連隊に配属された。
1941年6月、第55歩兵連隊は東部戦線に移動し、この折にリースは第14装甲擲弾兵中隊の砲照準手(Richtschutze)に任命された。9月、戦闘中に凍傷を負うも功績を讃えられ二級鉄十字章を受賞する。1942年1月5日には上等兵に昇進した。
1943年、ゲオルク・ハウス大佐に率いられた第55歩兵連隊はロシア本土への攻撃に参加した。第14装甲擲弾兵中隊はソビエト連邦の装甲旅団陣地を正面から攻撃し、およそ300mの距離で20分間の激しい戦闘となった。この折、リースは7.5 cm PaK 40対戦車砲を用いて11両の戦車を撃破し、その功績により一級鉄十字章を受章した。さらに1943年11月10日には騎士十字章が授与され、国防軍軍報にその名を連ねた。1943年から1944年の間、リースは対戦車砲の照準手として戦い続けた。
1944年1月12日の戦闘で重傷を負ったリースは捕虜となり、1949年に釈放された。

## ネオナチ活動

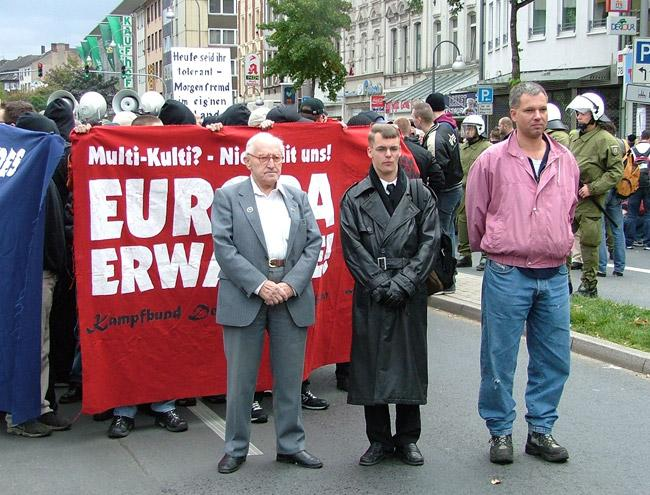
ネオナチのデモに参加したリース。隣はヴォーヒ、ライツ。（2004年）

帰国後、リースはタクシー運転手の職に就いた。1950年代、オットー・エルンスト・レーマー元陸軍少将らが設立したドイツ社会主義帝国党(SRP)の支持者となる。1952年にSPRの活動が禁止された後も、後継政党ドイツ国家民主党(NPD)との関係を保ち続けた。ミヒャエル・キューネンはリースを共同体新戦線(Gesinnungsgemeinschaft der Neuen Front, GdNF)の「友人たる支持者」と数えていた。
1989年、彼は欧州の選挙で自由ドイツ労働者党(Freiheitliche Deutsche Arbeiterpartei, FAP)に関係を持つ国家主義連合(Nationale Sammlung, NS)の候補として出馬した。リースはフランクフルト地方選挙のトップ候補となるが、1989年2月には内務省令の元に国家主義連合は解散した。その後、ドイツ社会主義闘争同盟(Kampfbund Deutscher Sozialisten, KDS)の創設に関与し、名誉会員となる。
リースはドイツ国内のネオナチ組織で、最も人気の高い演説者の一人となり、多くのデモやイベントに参加した。リースは何度かハルベ森林墓地などで有力な極右陣営の論客であるクリスティアン・ヴォルヒやアクセル・ライツと共に「英雄の追悼」を行った。2003年11月22日のマリーエンフェルスにおける武装親衛隊記念碑を求める集会や、2004年10月16日のケルンにおけるデモなどにもリースの姿があった。
彼はこの種のイベントに参加する際、しばしばに鉤十字が入った戦時型の騎士鉄十字章を佩用していたが、2004年4月フランクフルト・アム・マイン地方裁判所はマーリエンフェルスにあるリースのアパートを捜索し、「違憲団体のシンボル」としてこれを押収したのである。この地方裁判所の行動は自由戦友結社(Freie Kameradschaften, FK)など、右派団体からの激しい抗議に晒され、NPD機関紙『ドイツの声』(Deutsche Stimme)にも抗議声明が掲載された。
2008年5月29日、心臓発作に倒れ、運び込まれたフランクフルト・アム・アイ・マインの病院で死去した。
一部の反ネオナチ活動家は、彼が軍歴を詐称していたと主張している。